# The First Step: Chapter Two
The First Step: Chapter Two – drugi single album południowokoreańskiego zespołu Treasure, wydany 18 września 2020 roku przez wytwórnię YG Entertainment. Jest to drugie wydawnictwo z serii „The First Step”.
Singel sprzedał się w nakładzie ponad 239 326 egzemplarzy w Korei Południowej (stan na grudzień 2020). Zdobył platynowy certyfikat w kategorii albumów.

## Tło i promocja
Zanim grupa zadebiutowała, ich wytwórnia YG Entertainment ogłosiła wydanie wielu pojedynczych albumów przed wydaniem albumu studyjnego. Grupa zadebiutowała 7 sierpnia single album The First Step: Chapter One i głównym utworem „Boy”. 1 września 2020 roku YG wydało pierwszą zapowiedź drugiego singla w mediach społecznościowych. Co więcej, YG nazwał główny utwór „bardziej intensywnym” niż „Boy”.
The First Step: Chapter Two został wydany cyfrowo 18 września 2020 roku, wraz z teledyskiem do głównego utworu „Saranghae (I Love You)” (kor. 사랑해 (I Love You)).

## Sprzedaż
Według YG, The First Step: Chapter Two przekroczyło 200 tys. zamówień w przedsprzedaży. Singel zadebiutował na 2. pozycji listy Gaon Album Chart w 39. tygodniu 2020 roku. Uplasował również na czwartym miejscu miesięcznej listy albumów, sprzedając się we wrześniu w około 219 tys. egzemplarzach.

## Lista utworów
| CD | CD                                                                            | CD                                                | CD         | CD          | CD      |
| Nr | Tytuł utworu                                                                  | Tekst                                             | Kompozycja | Aranżacja   | Długość |
| -- | ----------------------------------------------------------------------------- | ------------------------------------------------- | ---------- | ----------- | ------- |
| 1. | „Saranghae (I Love You)” (kor. 사랑해 (I Love You))                           | R.Tee, Yoshi, Choi Hyun-suk, Haruto               | R.Tee      | R.Tee, Yena | 3:01    |
| 2. | „B.L.T (Bling Like This)”                                                     | Kim Dong-joon, Choi Hyun-suk, Yoshi, Haruto, Trnc | Q, Trnc    | Q, Trnc     | 3:25    |
| 3. | „Saranghae (I Love You)” (kor. 사랑해 (I Love You)) (Instrumental) (tylko CD) |                                                   | R.Tee      | R.Tee, Yena | 3:01    |
| 4. | „B.L.T (Bling Like This)” (Instrumental) (tylko CD)                           |                                                   | Q, Trnc    | Q, Trnc     | 3:25    |

## Notowania
| Lista                   | Pozycja |
| ----------------------- | ------- |
| Gaon Weekly Album Chart | 2       |
| Five Music (Tajwan)     | 5       |